# Целофан
Целофан (енгл. cellophan)је прозиран, сјајан и непропустљив, еластичан и лако запаљив материјал који се прави од регенерисане целулозе (или вискозе).
Целофан је изумео швајцарски хемичар Жак Е. Бранденбергер 1900. Наиме, инспирисан просутим вином по столњаку у ресторану, одлучио је да створи крпу која би се одупирала течности, а не би је апсорбовала. Било је потребно десет година да Бранденбергер усаврши свој проналазак, 1912. конструисао је машину за производњу филма, који је назван целофан, од речи целулозе и diaphane (гр. провидан), да би га коначно патентирао те исте године.
Целофан се користи за паковање разних прехрамбених артикала, самолепљиве траке, селотејпа, као полу-порозне мембране за одређене типове батерија, као и за дијализу цеви, и агенс у производњи гумених производа и стаклопластике.